# Johann Heinrich Kaltenbach

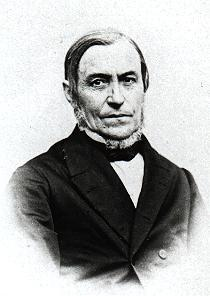
Johann Heinrich Kaltenbach

Johann Heinrich Kaltenbach (* 30. Oktober 1807 in Köln; † 20. Mai 1876 in Aachen) war ein deutscher Botaniker und Entomologe.
Sein botanisches Autorenkürzel lautet „Kaltenb.“

## Leben und Wirken
Nach seiner Schulzeit in Köln und anschließender Ausbildung zum Elementarlehrer am Lehrerseminar in Brühl, trat Kaltenbach 1815 seine erste Lehrerstelle im Ort Hastenrath bei Eschweiler an, wechselte aber bereits zwei Jahre später in eine gehobene Elementarschule nach Aachen über. Im Jahre 1837 folgte er einem Ruf des amtierenden Direktors Johann Joseph Kribben an die damalige Höhere Bürgerschule, der späteren Realschule 1. Ordnung und  dem heutigen Couven-Gymnasium, wo er bis zu seinem Tode 1876 unterrichtete.
Neben seinen pflichtgemäßen Unterrichtsfächern verschrieb sich Kaltenbach zunehmend den Naturwissenschaften und hospitierte auf dem Gebiet der Botanik bei Philipp Wirtgen sowie auf dem Gebiet der Entomologie bei Arnold Foerster. Schon bald galt Kaltenbach als einer der vielen Wegbereiter der „angewandten Entomologie“. In der Folge trat er zunächst der „Gesellschaft für nützliche Wissenschaften“ in Aachen bei sowie ferner dem „Entomologischen Verein zu Stettin“ und der Zoologisch-botanischen Gesellschaft zu Wien sowie ab Oktober 1834 dem Botanischen Verein am Mittel- und Niederrhein und dem diesen nachfolgenden Naturhistorischen Verein der preussischen Rheinlande und Westphalens bei.
Seine Forschungsergebnisse schrieb er in mehreren zu seiner Zeit bedeutenden Publikationen nieder, wobei für ihn die Erkenntnisse über heimische Arten eine besondere Rolle spielten. Allein in seiner Publikation Flora des Aachener Beckens beschrieb er mehr als 800 Phanerogame (Samenpflanzen). Sein erklärtes Hauptwerk war allerdings das Handbuch über Die Pflanzenfeinde aus der Klasse der Insekten. Ein Großteil seiner botanischen Forschungen und Werke fanden Aufnahme im Archiv des Botanikers Carl Friedrich von Ledebour. Sein botanisches Kürzel lautete: „Kalt.“ aber auch „Kaltenb.“
Im Rahmen seines Schuldienstes war es Kaltenbach ein besonderes Anliegen, seine wissenschaftlichen Forschungen fächerübergreifend in die Unterrichtsinhalte der Erd- und Heimatkunde einfließen zu lassen. So stellte er zunächst einen Leitfaden für Naturgemäßen Unterricht in der Erdkunde auf und schrieb hierzu sein viel beachtetes Hauptwerk Regierungsbezirk Aachen. Wegweiser für Lehrer, Reisende und Freunde der Heimatkunde, in welchem er nicht nur auf die Entstehungsgeschichte, die Charakteristik sowie die Bevölkerung und deren wichtigste Städte, Ortschaften, Burgen und Schlösser einging, sondern sich auch intensiv mit Klima, Bodenverhältnissen, Flora und Fauna dieser Region beschäftigte.
Für sein Lebenswerk wurde Johann Heinrich Kaltenbach ein Jahr vor seinem Tod und im Rahmen seines 50-jährigen Dienstjubiläums mit dem Roten Adlerorden Erster Klasse ausgezeichnet.

## Werke (Auswahl)
- Monographie der Familien der Pflanzenläuse - (Phytophthires), Band 1: Die Blatt- und Erdläuse (Aphidina et Hyponomentes), Aachen 1843
- Flora des Aachener Beckens, Aachen, 1845
- Die deutschen Phytophagen aus der Klasse der Insekten. Fortsetzung. Alphabetisches Verzeichniss der deutschen Pflanzengattungen (Buchstabe B). Verh. Naturforsch. Ver. Preuss. Rheinl. Westfalens 15: 77–161, 1858
- Die Pflanzenfeinde aus der Klasse der Insekten - ein nach Pflanzenfamilien geordnetes Handbuch sämmtlicher auf den einheimischen Pflanzen bisher beobachteten Insekten; zum Gebrauch für Entomologen, Insektensammler, Botaniker, Land- und Forstwirthe und Gartenfreunde. Hoffmann, Stuttgart, 1874
- Der Regierungsbezirk Aachen, Wegweiser für Lehrer, Reisende und Freunde der Heimatkunde, Aachen, 1850 (Digitalisat)